# Qualificazioni al campionato europeo maschile di calcio 1996 - Gruppo 2

## Classifica
| Pos | Squadra   | Pti | G  | V | N | P | GF | GS | DR  |
| --- | --------- | --- | -- | - | - | - | -- | -- | --- |
| 1   | Spagna    | 26  | 10 | 8 | 2 | 0 | 25 | 4  | +21 |
| 2   | Danimarca | 21  | 10 | 6 | 3 | 1 | 19 | 9  | +10 |
| 3   | Belgio    | 15  | 10 | 4 | 3 | 3 | 17 | 13 | +4  |
| 4   | Macedonia | 7   | 10 | 1 | 4 | 5 | 9  | 18 | -9  |
| 5   | Cipro     | 7   | 10 | 1 | 4 | 5 | 6  | 20 | -14 |
| 6   | Armenia   | 5   | 10 | 1 | 2 | 7 | 5  | 17 | -12 |

## Risultati
| Data             | Luogo      | Squadra 1 | Risultato | Squadra 2 |
| ---------------- | ---------- | --------- | --------- | --------- |
| 7 settembre 1994 | Bruxelles  | Belgio    | 2 - 1     | Armenia   |
| 7 settembre 1994 | Limassol   | Cipro     | 1 - 2     | Estonia   |
| 7 settembre 1994 | Skopje     | Macedonia | 1 - 1     | Danimarca |
| 8 ottobre 1994   | Erevan     | Armenia   | 0 - 0     | Cipro     |
| 12 ottobre 1994  | Copenaghen | Danimarca | 3 - 1     | Belgio    |
| 12 ottobre 1994  | Skopje     | Macedonia | 0 - 2     | Spagna    |
| 16 novembre 1994 | Bruxelles  | Belgio    | 1 - 1     | Macedonia |
| 16 novembre 1994 | Limassol   | Cipro     | 2 - 0     | Armenia   |
| 16 novembre 1994 | Siviglia   | Spagna    | 3 - 0     | Danimarca |
| 17 dicembre 1994 | Skopje     | Macedonia | 3 - 0     | Cipro     |
| 17 dicembre 1994 | Bruxelles  | Belgio    | 1 - 4     | Spagna    |
| 29 marzo 1995    | Siviglia   | Spagna    | 1 - 1     | Belgio    |
| 29 marzo 1995    | Limassol   | Cipro     | 1 - 1     | Danimarca |
| 26 aprile 1995   | Erevan     | Armenia   | 0 - 2     | Spagna    |
| 26 aprile 1995   | Copenaghen | Danimarca | 1 - 0     | Macedonia |
| 26 aprile 1995   | Bruxelles  | Belgio    | 2 - 0     | Cipro     |
| 10 maggio 1995   | Erevan     | Armenia   | 2 - 2     | Macedonia |
| 7 giugno 1995    | Copenaghen | Danimarca | 4 - 0     | Cipro     |
| 7 giugno 1995    | Siviglia   | Spagna    | 1 - 0     | Armenia   |
| 7 giugno 1995    | Skopje     | Macedonia | 0 - 5     | Belgio    |
| 16 agosto 1995   | Erevan     | Armenia   | 0 - 2     | Danimarca |
| 6 settembre 1995 | Bruxelles  | Belgio    | 1 - 3     | Danimarca |
| 6 settembre 1995 | Skopje     | Macedonia | 1 - 2     | Armenia   |
| 6 settembre 1995 | Granada    | Spagna    | 6 - 0     | Cipro     |
| 7 ottobre 1995   | Erevan     | Armenia   | 0 - 2     | Belgio    |
| 11 ottobre 1995  | Copenaghen | Danimarca | 1 - 1     | Spagna    |
| 11 ottobre 1995  | Limassol   | Cipro     | 1 - 1     | Macedonia |
| 15 novembre 1995 | Elche      | Spagna    | 3 - 0     | Macedonia |
| 15 novembre 1995 | Copenaghen | Danimarca | 3 - 1     | Armenia   |
| 15 novembre 1995 | Limassol   | Cipro     | 1 - 1     | Belgio    |